# 劉師培
劉師培（1884年6月24日—1919年11月20日），字申叔，改名光漢，號左盦，筆名韋裔，又署光漢子，江苏儀徵人，中国经学家。

## 生平
劉師培出身經學世家，曾祖父劉文淇、祖父劉毓崧，大伯劉壽曾、父亲刘贵曾皆為經學家。為「揚州學派」之中堅。刘师培的祖父刘毓崧参与编辑《船山遗书》，对王夫之至为钦敬。受其影响，刘师培对王夫之亦满怀崇敬之情，作诗赞颂王夫之死不臣清的民族气节：“上书忧国筹军输，攘狄大义春秋符。”
1889年，六歲時父親中舉，師培幼承家學，十二歲畢讀四書五經。1898年，父親病逝。十八歲，補縣學生員，光緒二十八年（1902年）應南京省試，中舉。次年3月，赴開封應會試，不第，歸途經上海，結識章太炎，撰《攘書》等，昌言革命，並與章氏討論《左傳》義例，大張晚清「古文經學」之旗幟。
刘在《国民日日报》发表“黄帝纪年论”，反对年号制，同时也反对康有为等变法派主张的孔子纪年。还撰写了《攘书》、《中国民族志》、《中国民约精义》、《两汉种族学发微论》等著作集中宣传其汉民族主义思想。撰寫民族史志，達成復漢排滿革命目標國粹學派進行歷史教育的方式之一，是透過民族史志的論述，以建構漢民族的國族認同意識，並藉以宣傳興漢排滿的革命思想。刘师培指出，《春秋》“公、谷二传之旨，皆辨别内外，区析华戎。吾思邱明亲炙宣尼，备闻孔门之绪论。故《左传》一书，亦首严华夷之界，僖二十三年传云：杞成公卒。书曰子，杞，夷也。二十七年传云：杞桓公来朝，用夷礼，故曰子。此左氏传之大义也，亦孔门之微言也。”
光緒三十年（1904）得蔡元培介紹，加入光復會。蔡氏所办《俄事警聞》，鼓吹「拒俄運動」，后改《警鐘日報》，延请刘師培为主笔。光緒三十一年（1905）年2月22日《警鐘日報》遭清政府查封，刘避匿浙江平湖。
三十一年（1905）正月，鄧實等在上海創辦《國粹學報》。劉師培為之撰稿，實與章太炎、梁啟超等人同為近代中國「國粹運動」之發起者與骨幹，先後刊發《周末學術史序》、《南北學術不同論》、《論文雜記》等著作，為近代學科意義上中國史學、文學、學術史研究之先驅。刘师培认为，民族的文化传统是民族主义的源头活水，必须利用汉族悠久的历史和丰富的文化遗产来激发民族思想。劉師培強調滿、漢之殊異，不只在於雙方語文和宗教不同，尤在於漢族文化獨優於其他種族，具體表現在統一的文字、儒教的信仰和高尙的習俗。刘师培与蔡元培等在上海创办《俄事警闻》，旨在"激国民自立之精神，而进之以文明攘夷之举动"。刘师培采用以史鉴今的隐晦手段来宣传其革命主张，多写论古之作，目的在于“用国粹激动种性，增进爱国的热肠。”又受章太炎啟發，撰《小學發微》，引用西方社會學學理，重新闡釋清儒文字音韻之學。
光緒三十二年（1906），化名「金少甫」，至安徽蕪湖，任皖江中學及安徽公學教員，與陳獨秀、章士釗、蘇曼殊結交，創辦《白話報》，運用其小學考據之素養，研究、倡導語言文字之改革。

### 排满革命论
光緒三十三年（1907），章太炎在东京主笔《民报》，邀刘師培至日本，刘与妻何殷震遂往东京，后加入中國同盟會，以「韋裔」之笔名在《民報》撰文，與《新民叢報》就國體問題展開論爭；又切論滿洲在明代於中國為異族、為化外，梁啟超所謂「中華民族」實為諂媚清廷。这时他的民族主义思想发展到了一个高峰，发表了《普告汉人》、《论满洲非中国之臣民》、《利害平等论》、《清儒得失论》等文章。他征引《扬州十日记》材料，要求人们不要忘记清廷对汉人欠下的累累血债。“至南人，不论多寡，皆垂首匐伏，引颈受刃，无一敢逃者。查焚尸之数，共八十余万。”他指出清兵“入关以后，不以人类视汉人。”“盖满人有权利而无义务，汉民有义务而无权利。”而“满洲之于汉臣，不以辅佐视之，仅以倡优畜之”。刘师培又撰《满洲非建州卫考》，反驳梁启超"调和满汉民族矛盾，以达其君主立宪之主旨"的《满洲为建州卫论》。同时何殷震創辦《天義報》、《衡報》，鼓吹女權主義、共產主義、無政府主義，撰有《共產黨宣言序》。
同年（1907）與何震雙雙歸國，投奔兩江總督端方幕府，从而背离了反满阵营，也放弃了无政府主义。次年（1908）於《神州日報》公佈所謂章太炎上端方書，誣章太炎亦叛變革命，致使同盟會分裂，章氏從此與孫文、黃興、汪精衛等人分道揚鑣。劉師培在端方幕府中繼續鑽研經史，並為《國粹學報》投稿，年方二十餘，巍然已為經學大宗。宣統三年辛亥（1911），任參議官，隨端方領兵入川，彈壓保路運動，途中端方為亂軍所戕，劉師培得孫文電救，後往成都，謝旡量邀至四川國學院講學。

### 支持帝制
民國肇造，革命元勳章太炎與蔡元培捨棄前嫌，聯合發表啟事，籲請劉師培出山論學。民國二年（1913），劉師培從四川往山西，任閻錫山高級顧問，民國三年（1914），閻錫山推薦劉給袁世凱。民國四年（1915）至北京，袁世凱任用为政治咨議，8月，他與楊度、孫毓筠、嚴復、李燮和、胡瑛等六人組織籌安會，鼓吹帝制。此時劉師培與康寶忠復辦《中國學報》，他發表了《君政复古论》、《联邦驳议》，支持袁世凱復辟帝制，認為中央集權是中國固有的政治制度，反對因德國、美國的富强，借鑒其民主共和制。民國六年（1917），袁世凱病死，劉師培流寓天津，生活潦倒，北京大學校長蔡元培聞知，即聘為北京大學文科教授，劉師培從此謝絕交遊，在北大先後開設「六朝文學」、「文選學」等課程，有《中國中古文學史》講義傳世，為近現代中國文學史研究首屈一指之巨著。民國八年（1919），在北大主導發起《國故學刊》，同年11月20日離世，享年足三十五歲。後歸葬儀徵。

## 著作
著有《左盦集》八卷、《左盦外集》二十卷、《左盦詩錄》四卷、《詞錄》一卷，及論經學（以小學、左傳學為主）、史學（開創近代中國學術史體）、文學（主張「六朝文」，維護揚州學派駢文之文統）專著七十四種，收入民國二十三年（1934）寧武南氏刊本《劉申叔先生遺書》。該本號稱最善，然時值日本扶植滿洲國，劉師培於《民報》時期所撰論滿洲非中國種族之文字俱被刊落，又早期刊發於報刊之文字，失收亦頗多。

### 著作舉要
- 尚書源流考：1卷
- 禮經舊說：17卷，補遺1卷
- 西漢周官師說考：2卷
- 周禮古注集疏：殘13卷
- 春秋古經箋：殘3卷
- 讀左劄記：1卷
- 春秋左氏傳時月日古例考：1卷
- 春秋左氏傳答問：1卷
- 春秋左氏傳古例詮微：1卷
- 春秋左氏傳傳例解略：1卷
- 春秋左氏傳傳注例略：1卷
- 春秋左氏傳例略：1卷
- 羣經大義相通論：1卷
- 毛詩詞例舉要（詳本）:1卷
- 毛詩詞例舉要（略本）:1卷
- 荀子詞例舉要：1卷
- 古書疑義舉例補：1卷
- 小學發微補：1卷
- 爾雅蟲名今釋：1卷
- 理學字義通釋：1卷
- 國學發微：1卷
- 周末學術史序：1卷
- 兩漢學術發微論：1卷
- 漢宋學術異同論：1卷
- 南北學派不同論：1卷
- 中國民約精義：3卷
- 中國民族志：1卷
- 攘書：1卷
- 古政原論：1卷
- 古政原始論：1卷
- 古曆管窺：2卷
- 文說：1卷
- 論文雜記：1卷
- 周書補正：6卷
- 周書略說：1卷
- 管子斠補：1卷
- 晏子春秋斠補定本：1卷
- 晏子春秋斠補：2卷，佚文輯補1卷，黃之寀本校記1卷
- 晏子春秋補釋：1卷
- 老子斠補：1卷
- 莊子斠補：1卷
- 墨子拾補：2卷
- 荀子斠補：4卷，佚文輯補1卷
- 荀子補釋：1卷
- 賈子新書斠補：2卷，佚文輯補1卷，羣書治要引賈子新書校文1卷
- 春秋繁露斠補：3卷，佚文輯補1卷
- 揚子法言斠補：1卷，佚文1卷
- 法言補釋：1卷
- 毛詩札記：1卷
- 白虎通義斠補：2卷，附闕文補訂1卷，佚文考1卷
- 白虎通義定本：殘3卷
- 白虎通義源流考：1卷
- 白虎通德論補釋：1卷
- 楚辭考異：1卷
- 王會篇補釋：1卷
- 穆天子傳補釋：1卷
- 韓非子斠補：1卷
- 琴操補釋：1卷
- 左盦集：8卷
- 左盦外集：20卷
- 左盦詩錄：4卷
- 左盦詞錄：1卷
- 讀書隨筆：1卷
- 讀書續筆：1卷
- 左盦題跋
- 讀道藏記：1卷
- 敦煌新出唐寫本提要：1卷
- 倫理教科書
- 經學教科書
- 中國文學教科書
- 中國歷史教科書
- 中國地理教科書
- 中國中古文學史講義
- 春秋古經箋：殘3卷
- 晏子春秋校補定本：1卷